# Jean Seignalet
Jean Seignalet   (Besiers, 9 d'octubre de 1936 - Montpeller, 13 de juliol de 2003), fou un immunòleg francès que va teoritzar una dieta descrita com a hipotòxica i a la qual de vegades se li dona el nom de «dieta Seignalet»
. Aquesta dieta d'eliminació, així com les seves teories que descriuen com el consum de determinats aliments seria la causa de moltes malalties, es van popularitzar a través del seu llibre de dietètica, L'Alimentation ou la troisième médecine.
Les seves teories, però, han estat molt criticades per estar mancades de fonament i, sobretot, per no haver-se comprovat segons els protocols del mètode científic.

## Biografia
Va ser metge als hospitals de Montpeller (promoció de 1962), on va dirigir el Laboratori d' histocompatibilitat de Montpeller del 1969 al 1989 al Centre de Transfusió i Hematologia. Com a immunòleg va estudiar especialment la compatibilitat dels donants d'òrgans. La seva producció científica com a professor universitari i pràctic hospitalari de la Universitat de Montpeller 1 es va centrar en l'hematologia i la immunologia. A Seignalet se li atribueixen 78 publicacions científiques de referència relatives als seus treballs sobre la histocompatibilitat.
El 1985 alguns esdeveniments a la seva vida personal, inclosa una depressió curada amb una dieta, el van dirigir vers l'estudi de la nutrició. Es va convèncer de l'impacte potencial que podia tenir la dieta en moltes patologies, fet que el va dur a interessar-se per altres camps de la medicina i la biologia.
Va adaptar la seva dieta a les recomanacions de diversos metges, incloent-hi Catherine Kousmine, així com a la dieta d'aliments crus de Guy-Claude Burger. També va escriure el prefaci al llibre de Burger del 1990 Instinctothérapie, manger vrai (Instintoteràpia: Menjar bé), on hi va escriure: "Vaig conèixer Guy-Claude Burger l'any 1983, durant una conferència que va donar a Montpeller. Em va sorprendre la seva intel·ligència, la seva cultura, la mesura de les seves paraules i em va interessar molt la sorprenent teoria que va presentar. De fet, la instintoteràpia es basa en un enfocament científic rigorós."
El seu suport a Guy-Claude Burger durant els seus judicis, en particular els que si van fer per l'exercici il·legal de la medicina (que va resultar en condemna), va contribuir en gran manera a la desconfiança vers Seignalet que molts professionals i autoritats mèdiques han mostrat.
Va morir el 13 de juliol de 2003 després de patir un càncer de pàncrees. La seva mort va ser assenyalada pels qui critiquen el seu plantejament com un element en contra de les seves teories alimentàries, per infundades i per incloure riscos certs segons la gran majoria de gastroenteròlegs, al·lergòlegs i nutricionistes.

## Hipòtesis dietètiques
Les seves hipòtesis sobre l'aparició de malalties, i en particular les malalties cròniques i autoimmunitàries, es basen en el supòsit que determinats aliments «embruten» l'organisme, provocant la reacció de l'organisme davant d'aquesta contaminació, en funció del «terreny» particular de cadascun, sent un procés d'eliminació de toxines. Els aliments massa cuinats, els industrials i els massa processats, el gluten i els lactis estan especialment incriminats als seus escrits.
En la seva pràctica clínica, Jean Seignalet va posar a prova les seves hipòtesis de «dietètica ancestral» per als seus pacients oferint-los un model nutricional qualificat d'«hipotòxic».

### L'Alimentation ou la troisième médecine(L'alimentació, o la tercera medicina)
L'any 1996 va exposar les seves conclusions, positives i negatives, del seguiment dels seus pacients, tractats sovint durant llargs períodes, fins i tot anys, en un treball destinat a «presentar als metges i, en general, a persones dotades de cultura científica, una nova concepció sobre el mecanisme de determinades malalties, i que pot interessar a altres lectors que constitueixen el públic en general». L'Alimentation ou la troisième médecine va ser un èxit immediat. Reeditat, revisat i ampliat diverses vegades, el seu llibre ha permès a molts pacients reformar la seva dieta. S'han creat associacions i grups de pacients i seguidors dels seus consells. El llibre es completa amb una bibliografia de 43 pàgines.
Segons les diferents edicions, el treball s'enriqueix amb nous testimonis de cures. Així, a la 5a edició, publicada pòstumament l'any 2004, Seignalet va observar que «els èxits freqüents ja no es posen en dubte al lupus eritematós sistèmic, l'esclerodèrmia, l'esclerosi múltiple, el tipus 2 de diabetis sucrosa, l'artrosi, la malaltia de Crohn, l'acne, l'asma i la malaltia de Behçet».

### Crítiques
Els seus estudis i conclusions van trobar molta oposició per part dels seus col·legues. Per a ells, la seva manera de procedir, sense una metodologia fiable per comprovar les seves hipòtesis i sense publicació en revistes revisades per experts susceptibles de proporcionar una crítica informada del seu treball, no respecta el mètode científic.
Segons Cohen i Legrand, antropòlegs de la salut: «la comprovació fefaent dels experiments de Kousmine o Seignalet és pel cap baix controvertida a causa de l'absència d'un dispositiu experimental concloent i, en particular, per l'absència d'aleatorització o randomització de les proves. Així, aquestes autoritats alternatives que proclamen seguir un enfocament científic i racional no poden, tanmateix, inscriure's totalment amb l'evidència científica, essent això una font del seu descrèdit. Les seves referències teòriques són de vegades objecte de moltes controvèrsies ja que es basen en referències no dominants o no convencionals, és a dir, paral·leles a la medicina.» No obstant això, Cohen i Legrand admeten a la seva conclusió que «la dieta és sens dubte un dels principals problemes en la prevenció i cura del càncer». La seva obra sempre ha despertat l'escepticisme d'altres metges durant trenta anys.
El seu estudiant, el reumatòleg Jean-Pierre Poinsignon, continua la seva recerca. L'any 2009 va publicar el llibre Rhumatismes : et si votre alimentation était coupable ?- Comment éviter l'arthrose, l'ostéoporose, les arthrites, les tendinites, etc., en mangeant autrement (Reumatismes: i si la teva dieta en fos culpable? - Com evitar l'artrosi, l'osteoporosi, l'artritis, la tendinitis, etc., menjant diferent).

## Obres
- Jean Seignalet. Le groupage HLA en rhumatologie (en francès). Masson, 1986.. A propos du système immunitaire HLA
- Jean Seignalet. L'Alimentation ou la troisième médecine (en francès). Éditions François-Xavier de Guibert, 1996, p. 452. Reeditat i ampliat el 1997, 1999, 2003 i 2004 a la mateixa editorial, i a partir del 2012 a Éditions du Rocher. Amb un prefaci de Henri Joyeux, aquest llibre exposa les seves teories dietètiques al gran públic.
- Jean Seignalet (posthume). Soigner par l'alimentation (en francès). Éditions du Rocher, 2017, p. 193. ISBN 978-2-268-08497-8.